# Il Giallo Mondadori
Pour les articles homonymes, voir Giallo (homonymie).

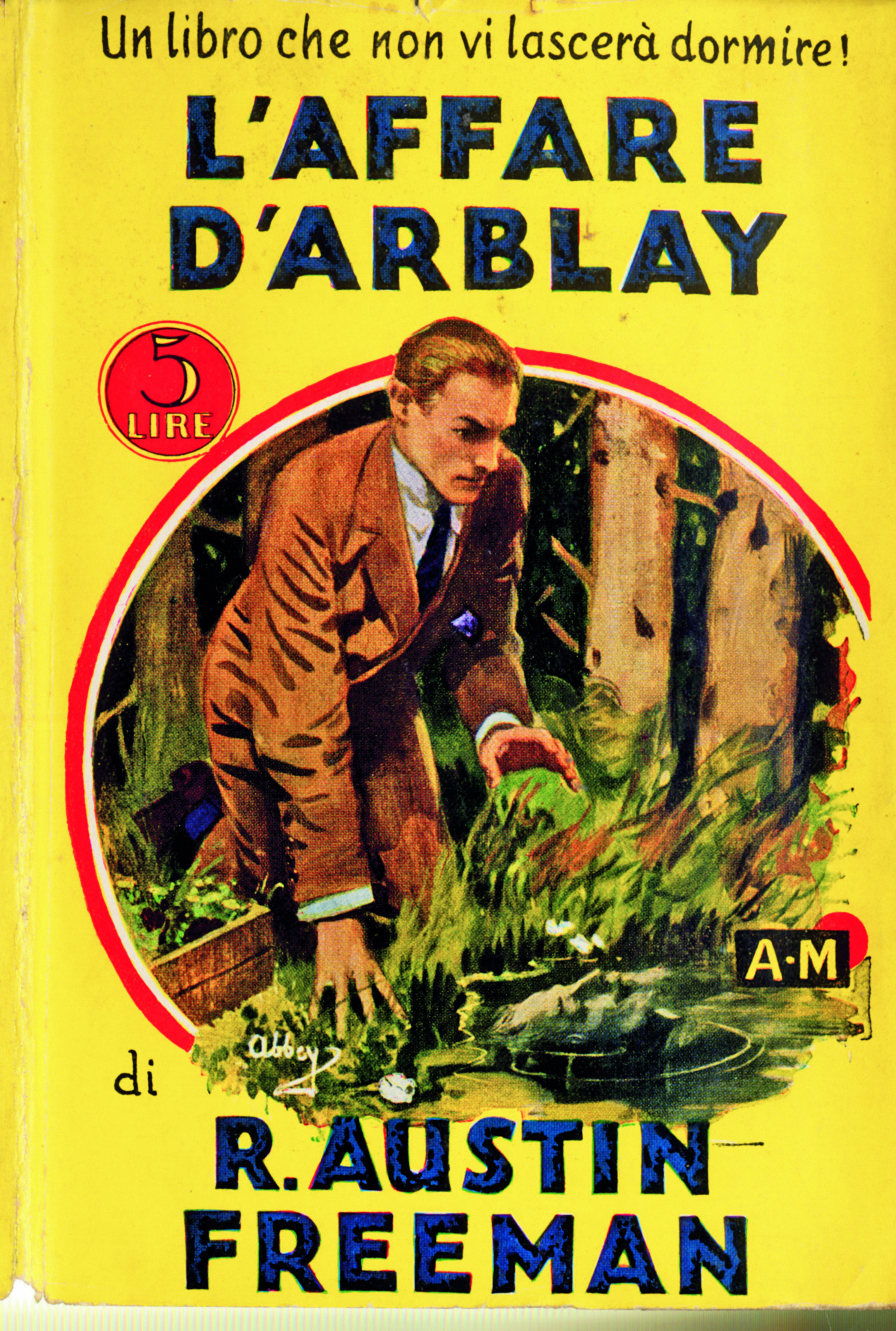
Jaquette de l'édition italienne giallo Mondadori no 23 en 1931 de L'Affaire Darlay, un roman britannique de Richard Austin Freeman initialement publié en anglais en 1926.

Il Giallo Mondadori est une collection de l'éditeur Arnoldo Mondadori Editore présentant des romans noirs et policiers depuis 1929. Dans les premières années, un nouveau titre de la collection paraissait chaque semaine dans les kiosques à journaux.
Initialement parue sous le nom de I libri gialli (litt. « Les livres jaunes »), elle se renomme en 1946 I gialli Mondadori (litt. « Les jaunes Mondadori »),. Le nom et la couleur jaune caractéristique des couvertures de la série sont à l'origine de l'utilisation du terme « giallo » dans la langue italienne, dans le sens où il désigne une œuvre littéraire ou cinématographique qui narre des faits criminels et, généralement, des enquêtes qui y sont liées.

## Historique
La périodicité était initialement irrégulière : les quatre premiers numéros sont sortis ensemble en 1929, sans numérotation et avec une couverture différente des volumes suivants : ils n'avaient pas de jaquette et l'illustration de couverture était inscrite dans un hexagone, au lieu du cercle qui allait devenir un signe distinctif de la série pendant plusieurs décennies. De même, en 1930, quatre numéros sont publiés ; les numéros s'intensifient, devenant bimensuels en septembre 1931. Vendues à 5 lires avec un tirage moyen de 50 000 exemplaires, les œuvres ont été imprimées dans de petits volumes in-16o.
La série a été publiée pendant des décennies sur une base hebdomadaire, puis est devenue bimensuelle. Au fil du temps, la série principale a été rejointe par divers suppléments et séries parallèles dont la fréquence varie de quatorze mois à un mois et un trimestre.
Alberto Tedeschi a été le directeur historique de la collection, dont il est resté à la tête sans interruption des années 1930 à 1979 (avec une interruption en 1941-1946 due à la fermeture de la collection par la censure fasciste et aux événements de la guerre) ; c'est lui qui, immédiatement après la guerre, a décidé de confier le soin des couvertures à Carlo Jacono (17 mars 1929 - 7 juin 2000). Jacono, lauréat du Premio Illustrazione en 1970, occupera ce poste jusqu'en 1986.
En mémoire d'Alberto Tedeschi, un prix du même nom a été créé en 1980, consacré aux romans policiers italiens inédits et consistant, pour les lauréats, en une publication dans la série Giallo Mondadori.
Dans les années 1980, Oreste Del Buono et Laura Grimaldi se sont relayés à la rédaction. À partir des années quatre-vingt-dix, la succession devient plus fréquente : Gian Franco Orsi, qui avait été rédacteur en chef de la série, Franco Amoroso, Stefano Magagnoli, Annalisa Carena, Sandrone Dazieri, Sergio Altieri (it) et Franco Forte (it). Parmi les consultants de la série figuraient Stefano Benvenuti, Mauro Boncompagni et Igor Longo. En mars 2010, Maurizio Costanzo a assumé le rôle de rédacteur en chef de la série,. Depuis 1996, le petit format a changé et Il Giallo Mondadori a pris les dimensions d'un livre de poche.
Il Giallo Mondadori est à l'origine de l'utilisation du terme "giallo" dans la langue italienne, dans le sens où il désigne une œuvre littéraire ou cinématographique qui raconte des événements criminels et, généralement, les enquêtes qui s'y rapportent. Le terme est également entré dans le langage journalistique italien pour définir des faits divers, le plus souvent des homicides, dont on ignore les motifs ou les responsables.